# Немакщяйское староство
Немакщяйское староство (лит. Nemakščių seniūnija) — одно из 12 староств Расейняйского района, Каунасского уезда Литвы. Административный центр — местечко Немакщяй.

## География
Расположено в центральной Литве, на Жемайтской возвышенности (северная половина) и Нижненеманской низменности, в западной части Расейняйского района.
Граничит с Видуклеским староством на востоке, Эржвилкским староством Юрбаркского района — на юге, Пакражантским староством Кельмеского района — на севере, и Скаудвильским староством Таурагского района — на западе.

## Население
Немакщяйское староство включает в себя местечко Немакщяй и 64 деревни.